# Aphaenogaster pallida
Aphaenogaster pallida is een mierensoort uit de onderfamilie van de Myrmicinae. De wetenschappelijke naam van de soort is voor het eerst geldig gepubliceerd in 1849 door Nylander.